# Corallium sulcatum
Corallium sulcatum is een zachte koraalsoort uit de familie Coralliidae. De koraalsoort komt uit het geslacht Corallium. Corallium sulcatum werd in 1903 voor het eerst wetenschappelijk beschreven door Kishinouye. 